# Amós Bilbao González
Amós Bilbao González   (Lamadrid, Valdáliga, 30 de gener de 1970) és un antic pilot de trial espanyol de renom internacional, guanyador del Campionat d'Espanya de trial l'any 1996, guanyador dels Sis Dies d'Escòcia de Trial l'any 2002 i set vegades campió del Trial de les Nacions formant part de l'equip espanyol.
Bilbao s'inicià en la pràctica del trialsín, obtenint el tercer lloc final a la Copa d'Europa de 1982 en categoria alevins (el campió de la qual fou Ot Pi). Un cop havent passat a la motocicleta, a nivell del Campionat del Món de Trial guanyà diverses proves, i la seva millor posició a final de temporada fou un quart lloc en el campionat de 1992 i de 1993. A nivell de trial indoor, Amós fou campió del Trial Indoor de Madrid els anys 1991 i 1996, i tercer en el Trial Indoor de Barcelona els anys 1990, 1997 i 1999.
Jordi Tarrés, que fou un dels grans rivals d'Amós en la competició, ha dit d'ell: «Amós ha estat el meu rival, i especialment en el nacional se l'ha considerat més rival del que en realitat fou, cosa que provocà unes tensions que en realitat no existien. Reconec que en algun moment l'he fastiguejat bastant, però mai ha estat res personal. Circumstàncies de la vida professional van fer que jo ocupés la seva moto i m'emportés el seu "motxiller", però crec que en el fons ell entén tot això, perquè seguim sent amics».
Amós Bilbao es retirà de la competició d'alt nivell, i viu a Barcelona continuant involucrat en el món del trial. L'any 2006 realitzà una exhibició de trial a Santiago de Chile juntament amb Laia Sanz i l'any 2008 participà en els Sis Dies d'Escòcia de Trial.

## Palmarès
| Any          | Motocicleta  | C. del Món outdoor | C. del Món indoor | TDN | C. d'Espanya outdoor | Altres                   | Títols |
| ------------ | ------------ | ------------------ | ----------------- | --- | -------------------- | ------------------------ | ------ |
| 1986         | Montesa      | -                  | -                 | -   | 1r júnior            | -                        | 1      |
| 1987         | Beta         | -                  | -                 | -   | 9è                   | -                        | -      |
| 1988         | Beta         | 16è                | -                 | 3r  | 4t                   |                          | -      |
| 1989         | Fantic       | 8è                 | -                 | 1r  | 2n                   |                          | 1      |
| 1990         | Fantic       | 6è                 | -                 | 2n  | 2n                   |                          | -      |
| 1991         | Gas Gas      | 6è                 | -                 | 1r  | 2n                   |                          | 1      |
| 1992         | Gas Gas      | 4t                 | -                 | 1r  | 3r                   |                          | 1      |
| 1993         | Montesa      | 4t                 | 5è                | 1r  | 3r                   |                          | 1      |
| 1994         | Montesa      | 12è                | 10è               | -   | 5è                   |                          | -      |
| 1995         | Beta         | 9è                 | 6è                | 1r  | 3r                   |                          | 1      |
| 1996         | Gas Gas      | 6è                 | 6è                | 1r  | 1r                   |                          | 2      |
| 1997         | Gas Gas      | 11è                | 3r                | 2n  | 2n                   |                          | -      |
| 1998         | Gas Gas      | 8è                 | 5è                | 1r  | 6è                   |                          | 1      |
| 1999         | Montesa      | 7è                 | 5è                | 2n  | 2n                   |                          | -      |
| 2000         | Montesa      | 12è                | 9è                | -   | 8è                   |                          | -      |
| 2001         | Montesa      | 16è                | -                 | -   | 9è                   | Campió d'Esp. clàssiques | 1      |
| 2002         | Montesa      | -                  | -                 | -   | 17è                  | Guanyador dels SSDT      | -      |
|              |              |                    |                   |     |                      |                          |        |
| 2006         | Montesa      | -                  | -                 | -   | -                    | Campió d'Alemanya indoor | 1      |
| Total títols | Total títols | 0                  | 0                 | 7   | 2                    | 2                        | 11     |
|              |              |                    |                   |     | 4 estatals           |                          |        |

Notes
1. ↑  La classificació consignada a TDN fa referència a la posició final obtinguda per l'equip estatal
2. ↑  Al total de títols s'hi compten tots els campionats estatals o internacionals guanyats, incloent-hi el TDN